# Music from Big Pink
Music from Big Pink is het eerste studioalbum van de Canadees-Amerikaanse formatie The Band. Dit album uit 1968 is genoemd naar een (roze gekleurd) huis in West Saugerties bij Woodstock in de staat New York, waar enkele bandleden hebben gewoond en hun muziek hebben opgenomen (onder meer de songs met Bob Dylan die later als The Basement Tapes werden uitgebracht).

## Achtergrond

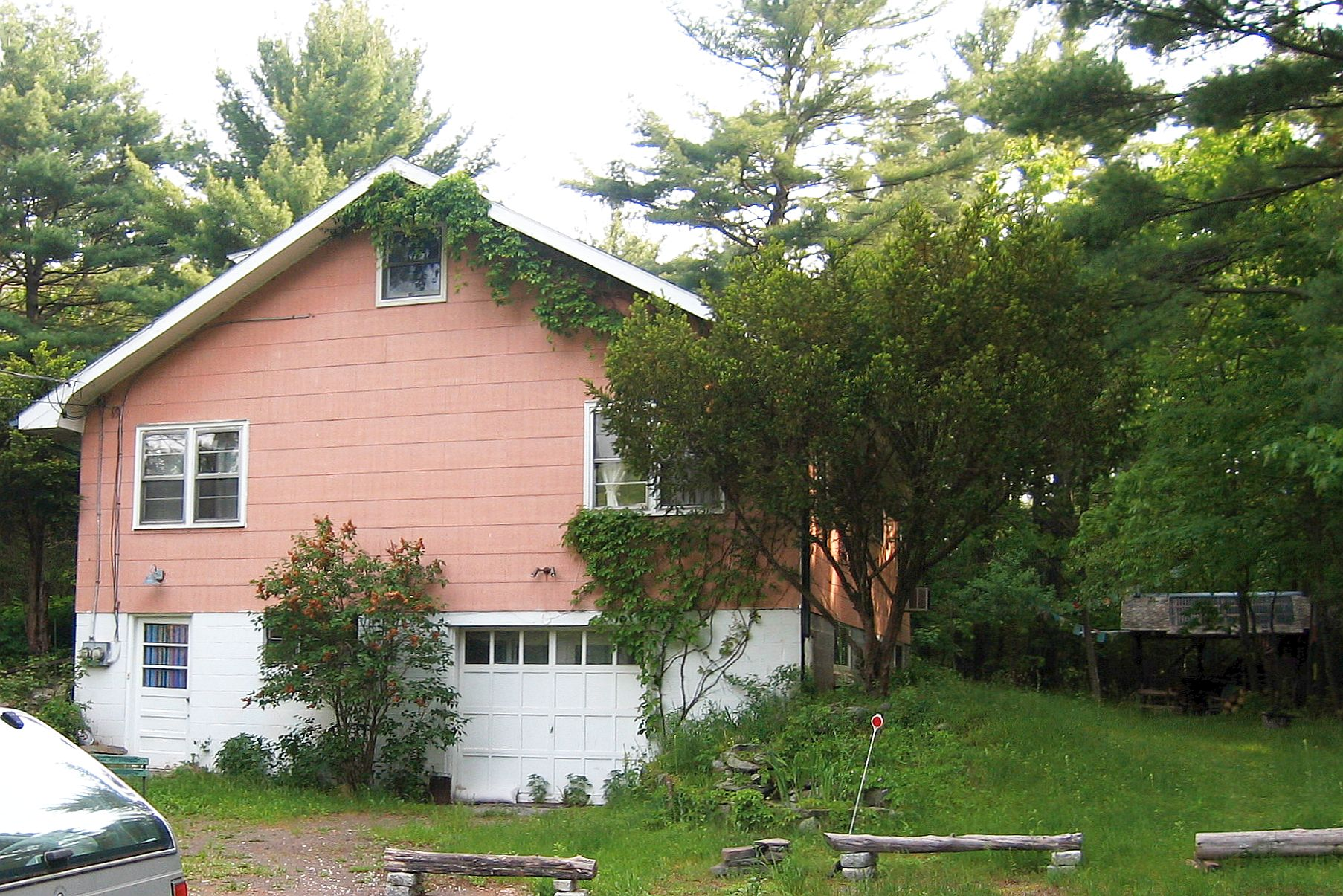
"Big Pink" in 2006

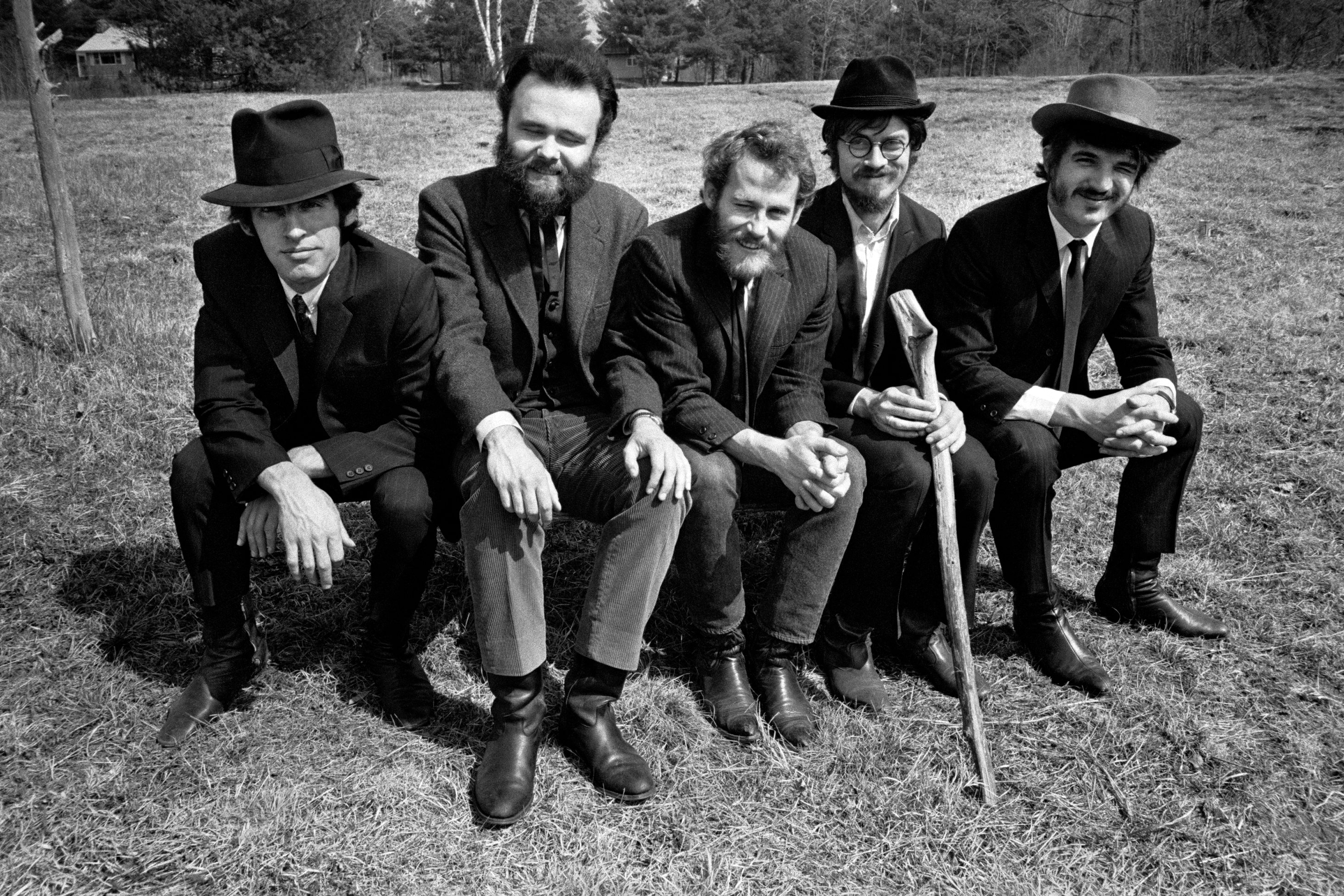
The Band, v.l.n.r. Richard Manuel, Garth Hudson, Levon Helm, Robbie Robertson, Rick Danko.
© Elliott Landy.

The Band, die bestond uit vier Canadezen en een Amerikaan (Levon Helm), was onder de naam 'The Hawks' van 1958 tot 1963 in Ontario de begeleidingsband van de rockabilly zanger Ronnie Hawkins. Daarna heeft deze band een aantal jaren Bob Dylan begeleid en samen met hem veel nummers geschreven en gespeeld, totdat ze in 1968 als zelfstandige groep naar buiten traden met Music from Big Pink, waarbij min of meer toevallig de naam 'The Band' ontstond nadat andere mogelijkheden verworpen waren.
The Band had een leidende rol in de Americana-muziekstijl, een mengeling van countrymuziek, rock, folk, rhythm-and-blues, rootsrock en soul. De drie solozangers (Richard Manuel, Levon Helm en Rick Danko) zongen veel nummers samen, wisselden elkaar af en gaven melodielijnen aan elkaar door op de manier van gospelmuziek. Alle vijf leden van The Band (en in het bijzonder Garth Hudson) waren multi-instrumentalisten en wisselden vaak van instrument. Ook producer John Simon leverde enkele muzikale bijdragen aan Music from Big Pink.
De meeste nummers zijn door de bandleden geschreven als resultaat van nauwe samenwerking tussen alle vijf, al hebben op dit eerste album Robbie Robertson en Richard Manuel de meeste songcredits op hun naam. Bob Dylan heeft aan enkele nummers meegeschreven, waaronder I Shall Be Released. De countryballad Long Black Veil is geschreven door de succesvolle countrymuzikant en songwriter Danny Dill en de Amerikaanse zangeres Marijohn Wilkin, die wordt beschouwd als een van de grootste vrouwelijke songwriters uit de countrymuziek.
Music from Big Pink wordt beschouwd als een van de invloedrijkste albums in de rock-historie. Toen het in 1968 uitkwam werd het ontvangen als een revelatie. In de late jaren zestig werd de popmuziek beheerst door op effect gerichte psychedelische rock en The Band gold als vertegenwoordiger bij uitstek van een beweging die de muziek terugbracht naar de wortels, zonder show of sterallures, en met een ambachtelijke vorm van muziek maken die teruggreep op de historie van Amerika. Eric Clapton getuigde dat het album zo'n indruk op hem maakte dat het voor hem de aanleiding was om de groep Cream te ontbinden en muzikaal een andere richting in te slaan.
Het lied The Weight, met een lichtelijk surrealistische tekst, is in 1968 op single uitgebracht en werd een bescheiden hit in de Billboard Hot 100. Het groeide in de decennia daarna uit tot een iconische song die nog steeds bij concerten en festivals door tal van muzikanten wordt gezongen, en waarvan vele coverversies bestaan. The Weight is ook te horen in minstens veertien films, maar in Easy Rider (1969) wordt het om contractuele redenen uitgevoerd door de groep Smith.

## Tracklist

### LP kant 1
1. Tears of Rage (Bob Dylan, Richard Manuel) – zang: Manuel – 5:23
2. To Kingdom Come (Robbie Robertson) – zang: Manuel, Robertson – 3:22
3. In a Station (Manuel) – zang: Manuel – 3:34
4. Caledonia Mission (Robertson) – zang: Rick Danko– 2:59
5. The Weight (Robertson) – zang: Levon Helm en Rick Danko – 4:34

### LP kant 2
1. We Can Talk (Manuel) – zang: Manuel, Helm, Danko – 3:06
2. Long Black Veil (Marijohn Wilkin, Danny Dill) – zang: Danko – 3:06
3. Chest Fever (Robertson) – orgelsolo: Garth Hudson – zang: Manuel – 5:18
4. Lonesome Suzie (Manuel) – zang: Manuel – 4:04
5. This Wheel’s on Fire (Dylan, Danko) – zang: Danko – 3:14
6. I Shall Be Released (Dylan) – zang: Manuel – 3:19

## Heruitgaven
In 2000 en 2018 zijn remasterde heruitgaven van dit album verschenen, die ook een aantal bonustracks bevatten, deels alternatieve versies en deels ontleend aan The Basement Tapes. Het countryliedje If I lose (een bonustrack) is geschreven door Charlie Pool, een muzikant en liedschrijver die met zijn band The North Carolina Ramblers veel liedjes heeft opgenomen tussen 1925 en 1930. De bonustrack Key to the highway is geschreven door de Afro-Amerikaanse bluesartiest Big Bill Broonzy. I shall be released wordt op het album uit 2018 a capella gezongen.

### Bonustracks heruitgave 2000
1. Yazoo Street Scandal (Robertson) – zang: Helm – 4:01
2. Tears of Rage (Dylan, Manuel), alternatieve versie – zang: Manuel – 5:32
3. Katie’s Been Gone (Manuel, Robertson) – zang: Manuel – 2:46
4. If I Lose (Charlie Poole) zang: Helm – 2:29
5. Long Distance Operator (Dylan) – zang: Manuel – 3:58
6. Lonesome Suzie (Manuel), alternatieve versie – zang: Manuel – 3:00
7. Orange Juice Blues (Blues for breakfast) (Manuel) – zang: Manuel – 3:40
8. Key to the Highway (Big Bill Broonzy) – zang: Helm – 2:28
9. Ferdinand the Imposter (Robertson) – zang: Danko – 3:59

### Bonustracks heruitgave 2018
1. Yazoo Street Scandal (Robertson) – zang: Helm – 4:01
2. Tears of Rage (Dylan, Manuel), alternatieve versie – zang: Manuel – 5:32
3. Long Distance Operator (Dylan) – zang: Manuel – 3:58
4. Lonesome Suzie (Manuel), alternatieve versie – zang: Manuel – 3:00
5. Key to the Highway (Big Bill Broonzy) – zang: Helm – 2:28
6. I Shall Be Released (Dylan), a capella-versie – zang: Manuel – 3:07

## Muzikanten

### The Band
- Rick Danko – basgitaar, viool, zang
- Levon Helm – drumstel, tamboerijn, zang
- Garth Hudson – orgel, piano, klavecimbel, saxofoon
- Richard Manuel – piano, orgel, zang
- Robbie Robertson – elektrische gitaar en akoestische gitaar, zang

### Gastmuzikant
- John Simon – producer, saxofoon, piano

### Technische medewerkers
- Don Hahn – geluidstechnicus
- Tony May – geluidstechnicus
- Shelly Yakus – geluidstechnicus
- Bob Dylan – schilderij albumhoes
- Elliott Landy – fotografie